# Colonia Belgrano
Colonia Belgrano é uma comuna da província de Santa Fé, na Argentina.